# Диксикраты
Диксикраты (англ. Dixiecrats, от Dixie — Юг США и Democrats — демократы; также известные как Демократическая партия прав штатов, англ. States' Rights Democratic Party) — политическая партия в США в 1948 году и консервативная фракция в Демократической партии США в 1948—1964, поддерживавшая расовую сегрегацию и законы Джима Кроу.
Партия прав штатов возникла из-за недовольства жителями американского юга руководством национальной Демократической партии, доминировавшей в регионе. В 1930-х годах в американской политике началась перестройка, во многом вызванная политикой Нового курса Франклина Рузвельта. Тем не менее гражданские права афроамериканцев не были специально включены в повестку дня политики Рузвельта, отчасти из-за контроля Юга над многими ключевыми позициями власти в Конгрессе. Однако преемник Рузвельта — Гарри Трумэн приказал интегрировать армию в 1948 году, предпринять другие действия по расширению гражданских прав афроамериканцев и предложил гарантировать им избирательные права, после чего многие южные политики, возражавшие против этих идей, отделились от демократов и создали партию диксикратов, стремясь защитить право штатов на самостоятельное регулирование расовой сегрегации на местном уровне.
Сторонники новообразованной партии полностью или частично взяли под контроль Демократические партии на уровне нескольких южных штатов, выступили против расовой интеграции и хотели сохранить другие аспекты расовой дискриминации де-юре и де-факто. По нерасовым вопросам они придерживались неоднородных убеждений. Несмотря на успех диксикратов в нескольких штатах, Трумэн был переизбран с небольшим перевесом. После выборов 1948 года ее лидеры в целом вернулись в Демократическую партию, но продолжали сохранять свою фракцию, активно сопротивляясь десегрегации. Лидер «Диксикратов», сенатор Стром Термонд из Южной Каролины в конечном итоге перешел в Республиканскую партию в 1964 году, выступая против закона о гражданских правах. После того, как республиканцы стали обращаться к южным избирателям в рамках «южной стратегии» некоторые диксикраты перешли в Республиканскую партию, а некоторые (такие как Фриц Холлингс и другие) осталась в Демократической партии, образовав её консервативное крыло.